# Provincia de Yamashiro
Yamashiro, escrito formalmente como Yamashiro no kuni (山城国), era una vieja provincia de Japón, en la parte de Honshū que en la actualidad es la parte sur de la prefectura de Kioto.
Desde el año 794 Yamashiro era la sede de la corte imperial, y, durante el período Muromachi, también era la sede del shogunato Ashikaga.